# Gai Decimi (pompeià)
Gai Decimi (en llatí Caius Decimius) va ser un magistrat romà del segle i aC.
Tenia el càrrec de qüestor (quaestorius) i era membre del partit de Pompeu. L'any 47 aC era a l'illa de Cercina (Quèrquens o Qerqenna) per recollir provisions pels pompeians i llavors va arribar Sal·lusti, l'historiador, que era general de Juli Cèsar, i va abandonar l'illa fugint en un petit vaixell. Sembla ser el mateix Decimi que era amic de Tit Pomponi Àtic. La seva sort final es desconeix.